# Gonioscelis occipitalis
Gonioscelis occipitalis là một loài ruồi trong họ Asilidae. Gonioscelis occipitalis được Oldroyd miêu tả năm 1970. Loài này phân bố ở vùng nhiệt đới châu Phi.